# Естринген
Естринген (њем. Östringen) град је у њемачкој савезној држави Баден-Виртемберг. Једно је од 32 општинска средишта округа Карлсруе. Према процјени из 2010. у граду је живјело 12.869 становника. Посједује регионалну шифру (AGS) 8215064.

## Географски и демографски подаци
Естринген се налази у савезној држави Баден-Виртемберг у округу Карлсруе. Град се налази на надморској висини од 163 метра. Површина општине износи 53,2 km². У самом граду је, према процјени из 2010. године, живјело 12.869 становника. Просјечна густина становништва износи 242 становника/km².